# Molières 2017
La 29e cérémonie des Molières s'est déroulée le 29 mai 2017 aux Folies Bergère. Elle a été retransmise sur France 2 et présentée par Nicolas Bedos,.

## Palmarès

### Molière du comédien dans un spectacle de théâtre public
- Philippe Caubère dans Le Bac 68
  - Patrick Catalifo dans Timon d'Athènes
  - Laurent Natrella dans Les Enfants du silence
  - Denis Podalydès dans Les Damnés

### Molière du comédien dans un spectacle de théâtre privé
- Jean-Pierre Bacri dans Les Femmes savantes
  - Pierre Arditi dans Le Cas Sneijder
  - Jean-Pierre Bouvier dans La Version Browning
  - Guillaume de Tonquédec dans La Garçonnière

### Molière de la comédienne dans un spectacle de théâtre public
- Elsa Lepoivre dans Les Damnés
  - Romane Bohringer dans La Cantatrice chauve
  - Isabelle Carré dans Honneur à notre élue
  - Françoise Gillard dans Les Enfants du silence

### Molière de la comédienne dans un spectacle de théâtre privé
- Catherine Arditi dans Ensemble
  - Béatrice Agenin dans La Louve
  - Clémentine Célarié dans Darius
  - Cristiana Reali dans M'man

### Molière du comédien dans un second rôle
- Pierre Forest dans Edmond
  - Jean-Paul Bordes dans Vient de paraître
  - Jacques Fontanel dans La Garçonnière
  - Gilles Privat dans Le Temps et la Chambre
  - Patrick Raynal dans La Louve
  - Didier Sandre dans Les Damnés

### Molière de la comédienne dans un second rôle
- Evelyne Buyle dans Les Femmes savantes
  - Ludivine de Chastenet dans Politiquement correct
  - Anne Loiret dans Avant de s'envoler
  - Josiane Stoléru dans Bella figura
  - Dominique Valadié dans Le Temps et la Chambre
  - Florence Viala dans Le Petit-Maître corrigé

### Molière de la révélation masculine
- Guillaume Sentou dans Edmond
  - Fabio Marra dans Ensemble
  - Christophe Montenez dans Les Damnés
  - Matthieu Sampeur dans La Mouette

### Molière de la révélation féminine
- Anna Cervinka dans Les Enfants du silence de Mark Medoff (en)
  - Hélène Degy dans La Peur de Stefan Zweig
  - Delphine Depardieu dans Le Dernier Baiser de Mozart d'Alain Teulié
  - Mélodie Richard dans La Mouette d'Anton Tchekhov

### Molière du théâtre public
- Les Damnés d'après Luchino Visconti, Nicola Badalucco, Enrico Medioli, mise en scène Ivo van Hove, Comédie-Française
  - Karamazov d'après Fiodor Dostoïevski, mise en scène Jean Bellorini, théâtre Gérard-Philipe
  - Les Enfants du silence de Mark Medoff, mise en scène Anne-Marie Étienne, Comédie-Française
  - La grenouille avait raison de James Thierrée, mise en scène James Thierrée, La Compagnie du Hanneton

### Molière du théâtre privé
- Edmond d'Alexis Michalik, mise en scène Alexis Michalik, théâtre du Palais-Royal
  - Bigre de Pierre Guillois, Agathe L'Huillier, Olivier Martin-Salvan, mise en scène Pierre Guillois, théâtre Tristan-Bernard
  - La Garçonnière de Billy Wilder et I.A.L. Diamond, adaptation Gérald Sibleyras, Judith Elmaleh, mise en scène José Paul, théâtre de Paris
  - Les Femmes savantes de Molière, mise en scène Catherine Hiegel, théâtre de la Porte-Saint-Martin

### Molière de l'auteur francophone vivant
- Alexis Michalik pour Edmond
  - Nasser Djemaï pour Vertige
  - Salomé Lelouch pour Politiquement correct
  - Marie NDiaye pour Honneur à notre élue
  - Pierre Notte pour C'est Noël tant pis
  - Gérard Watkins pour Scènes de violences conjugales

### Molière du metteur en scène d’un spectacle de théâtre public
- James Thierrée pour La grenouille avait raison
  - Jean Bellorini pour Karamazov
  - Julien Gosselin pour 2666
  - Ivo van Hove pour Les Damnés

### Molière du metteur en scène d’un spectacle de théâtre privé
- Alexis Michalik pour Edmond
  - Pierre Guillois pour Bigre
  - Catherine Hiegel pour Les Femmes savantes
  - José Paul pour La Garçonnière

### Molière de la comédie
- Bigre de Pierre Guillois, Agathe L'Huillier, Olivier Martin-Salvan, mise en scène Pierre Guillois, théâtre Tristan-Bernard
  - Edmond d'Alexis Michalik, mise en scène Alexis Michalik, théâtre du Palais-Royal
  - La Garçonnière de Billy Wilder et I.A.L. Diamond, adaptation Gérald Sibleyras, Judith Elmaleh, mise en scène José Paul, théâtre de Paris
  - Silence, on tourne ! de Patrick Haudecœur et Gérald Sibleyras, mise en scène Patrick Haudecœur, théâtre Fontaine

### Molière du spectacle musical
- Ivo Livi ou le Destin d'Yves Montand, d'Ali Bougheraba et Cristos Mitropoulos, mise en scène Marc Pistolesi, théâtre Tristan-Bernard et théâtre de la Gaité-Montparnasse
  - Les Sea Girls de Judith Rémy, Prunella Rivière, Delphine Simon, Agnès Pat’, mise en scène Philippe Nicolle, production Les Sea Girls
  - Oliver Twist, le musical livret de Christopher Delarue, musique de Shay Alon, mise en scène Ladislas Chollat, salle Gaveau
  - Traviata de Benjamin Lazar, Florent Hubert, Judith Chemla, mise en scène Benjamin Lazar, C.I.C.T théâtre des Bouffes-du-Nord

### Molière de l'humour
- Vincent Dedienne dans S'il se passe quelque chose... de Vincent Dedienne, Juliette Chaigneau, Mélanie Le Moine, François Rollin, mise en scène Juliette Chaigneau et François Rollin
  - Dany Boon dans Dany de Boon des Hauts de France de Dany Boon, mise en scène Isabelle Nanty
  - François-Xavier Demaison de François-Xavier Demaison, Mickaël Quiroga, Éric Théobald, mise en scène Éric Théobald
  - Gaspard Proust dans Nouveau Spectacle de Gaspard Proust.

### Molière seul(e) en scène
- Réparer les vivants avec Emmanuel Noblet, d'après Maylis de Kerangal, mise en scène Emmanuel Noblet, centre dramatique national de Normandie-Rouen
  - L'Asticot de Shakespeare avec Clémence Massart, de Clémence Massart et Philippe Caubère, mise en scène Philippe Caubère, La Comédie Nouvelle
  - L'Esprit de contradiction avec Camille Chamoux, de Camille Chamoux, mise en scène Camille Cottin, théâtre du Petit-Saint-Martin
  - Venise n'est pas en Italie avec Thomas Solivéres, d'Ivan Calbérac, mise en scène Ivan Calbérac, théâtre des Béliers parisiens

### Molière du jeune public
- Dormir 100 ans de Pauline Bureau, mise en scène Pauline Bureau, Compagnie La Part des Anges
  - L'Après-midi d'un foehn, mise en scène Phia Ménard, Compagnie Non Nova
  - Le Bossu de Notre-Dame d’après Victor Hugo, mise en scène Olivier Solivérès, théâtre de la Gaîté-Montparnasse
  - Les Fourberies de Scapin de Molière, mise en scène Jean-Philippe Daguerre, théâtre Saint-Georges

### Molière de la création visuelle
- Les Damnés d'après Luchino Visconti, Nicola Badalucco, Enrico Medioli, mise en scène Ivo van Hove, Comédie-Française, scénographie et lumières Jan Versweyveld, costumes An D'Huys
  - Edmond d'Alexis Michalik, mise en scène Alexis Michalik, théâtre du Palais-Royal, décors Juliette Azzopardi, costumes Marion Rebmann, lumières Arnaud Jung
  - La Garçonnière de Billy Wilder et I.A.L. Diamond, adaptation Gérald Sibleyras, Judith Elmaleh, mise en scène José Paul, théâtre de Paris, décors Édouard Laug, costumes Brigitte Faur-Perdigou, lumières Laurent Béal
  - La grenouille avait raison de James Thierrée, mise en scène James Thierrée, Compagnie du Hanneton, scénographie James Thierrée, costumes Pascaline Chavanne, lumières Alex Hardellet et James Thierrée

### Molière d'honneur
- Isabelle Huppert

## Audiences
- La cérémonie réunit 1,09 million de téléspectateurs, soit 10,9 % du public[3].